# Мубарек Ґерай
Мубарек Ґерай або Мубарек Гірей (р.н. невідомий — 28 квітня 1512, поблизу Вишневця, (зараз Тернопільська область України (?)) — син кримського хана Менґлі Ґерая та батько хана Девлет Ґерая. Брав участь у походах кримських татар на Велике Князівство Литовське. За деякими даними, очолював кримську орду під час набігу 1512 року. Згодом переселився до Османської імперії, у 1517 р. брав участь у поході Селіма I на Єгипет, під час якого загинув у бою.